# Inspektorat Bielsko Armii Krajowej
Inspektorat Bielsko Armii Krajowej – terenowa struktura Okręgu Śląsk Armii Krajowej. Kryptonim „Tkanina”, „Bagno”.

## Struktura organizacyjna
Struktura organizacyjna podana za Atlas polskiego podziemia niepodległościowego:
- Obwód Bielsko
- Obwód Wadowice
- Obwód Oświęcim
- Obwód Żywiec